# Taco Liberty Bell

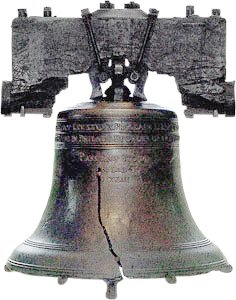
Die echte Liberty Bell.

Taco Liberty Bell war ein erfolgreicher Aprilscherz der Fast-Food-Kette Taco Bell. Am 1. April 1996 erschienen in sechs führenden US-Zeitungen Anzeigen, in denen Taco Bell behauptete, die Firma hätte die Liberty Bell erworben und würde sie nun in Taco Liberty Bell umbenennen.

## Hintergrund
Der Scherz war wohlgeplant. Die Anzeige wurde bereits im März unter der Mitarbeit von Vizepräsident Jonathan Blum erstellt. Um eine frühzeitige Entdeckung zu erschweren, gab die Werbefirma Paine & Associates die Anzeige erst zwei Tage vor Drucklegung in Auftrag.
Am 1. April 1996 erschien im The Philadelphia Inquirer, in der New York Times, in der Washington Post, im Chicago Tribune, in den Dallas Morning News und USA Today eine Anzeige mit einer Abbildung der Liberty Bell. Taco Bell erklärte darin, die Liberty Bell gekauft zu haben, um der Staatsverschuldung der Vereinigten Staaten entgegenzuwirken. Die Glocke wäre zwar weiterhin der Allgemeinheit zugänglich, würde ab nun aber Taco Liberty Bell heißen.
In einer Pressemitteilung wurde außerdem festgehalten, dass die Glocke jetzt zwischen ihrem Ausstellungsort in Philadelphia und dem Taco-Bell-Firmensitz in Irvine pendeln würde.
Im Laufe des Tages beschwerten sich tausende Bürger bei Taco Bell und äußerten ihre Sorge um eines der Wahrzeichen der Vereinigten Staaten. Der National Park Service hielt eine Pressekonferenz ab, um die aufgebrachte Menge zu beruhigen. Sogar das Weiße Haus reagierte auf den Scherz. Pressesprecher Mike McCurry gab an, dies sei erst der Anfang gewesen. Morgen würde man sich mit Ford Motors treffen, um das Lincoln Memorial in „Lincoln Mercury Memorial“ umzubenennen.
Am Nachmittag veröffentlichte Taco Bell eine zweite Pressemitteilung, in der sie den Scherz enthüllten und gaben an, 50.000 US-Dollar zu spenden, um die Liberty Bell zu erhalten.

## Rezeption
Der Aprilscherz gilt als einer der gelungensten in der Geschichte der Werbung und traf auf großes Interesse, So berichteten über 650 Printmagazine und 400 Fernsehformate über den Aprilscherz, darunter populäre Formate wie NBCs Nightly News und The Today Show, CBS’ This Morning und USA Today. So erhielt Taco Bell kostenlose Werbung im Gegenwert von etwa 25 Millionen US-Dollar, während die gesamte Aktion nur etwa 300.000 Dollar gekostet hatte.

## Popkulturelle Referenzen
2004 veröffentlichte die Extreme-Metal-Band If Hope Dies auf ihrem Album The Ground Is Rushing Up to Meet Us einen Song namens Let Freedom Ring (From the Taco Liberty Bell).